# Goerkemia turcica
Goerkemia turcica là một loài thực vật có hoa trong họ Cải. Loài này được Yild. mô tả khoa học đầu tiên năm 1999.